# James Lee Peters
James Lee Peters (Boston, 13 agosto 1889 – 19 aprile 1952) è stato un ornitologo statunitense.

## Biografia
Figlio del dottor Austin Peters e Francis Howie Lee, nacque a Boston, Massachusetts, il 13 agosto 1889. Compì i primi studi presso la Roxbury Latin School, seguita dalla sua accettazione all'Università di Harvard, dove si laureò nel 1912.
L'interesse di Peters per la storia naturale si sviluppò in giovane età. Nei suoi primi viaggi di studio, alla raccolta di campioni nelle Isole della Maddalena, furono suoi compagni Arthur Cleveland Bent, Charles Haskins Townsend e H.K. Job. Tre dei primi mentori di Peters furono Charles Johnson Maynard, il giudice Charles Jenney e Outram Bangs.
Alla fine, Peters assunse l'incarico di Curator of Birds presso il Museum of Comparative Zoology (Museo di zoologia comparata) dell'Università di Harvard. Venne eletto presidente dell'American Ornithologists' Union nel periodo tra il 1942 e il 1945, inoltre per in certo periodo fu alla presidenza dell'International Commission on Zoological Nomenclature.
Peters è meglio conosciuto per l'opera a più volumi Check-list of Birds of the World (1931-52), ampiamente indicato semplicemente come check-list di Peters. Rispetto alle precedenti check-list redatte da Richard Bowdler Sharpe, la lista di Peters fece diversi progressi significativi, tra cui l'uso di sottospecie (nomenclatura trinomiale), che Bowdler non aveva. Per i primi quattro volumi fu premiato con la Brewster Medal. Peters morì prima di finire il lavoro, e gli ultimi volumi, così come gli aggiornamenti di alcuni dei primi, furono completati da Ernst Mayr, James Greenway, Melvin Alvah Traylor, Jr. e altri, con l'ultimo volume 16 pubblicato nel 1987. Questa check-list è stata molto influente in ornitologia, ed è stata usata - direttamente o indirettamente - come base per numerose check-list moderne come The Clements Checklist of the Birds of the World di James Clements, The Howard and Moore Complete Checklist of the Birds of the World a cura di Edward C. Dickinson, Distribution and Taxonomy of Birds of the World di Charles Sibley e Burt Monroe, l'AOU Checklist of North American Birds della American Ornithologists' Union (AOU), and la check-list degli iccelli dell'America meridionale della South American Classification Committee (SACC).

## Riconoscimenti
In alcune sottospecie viene ricordato nella tassonomia, la nomenclatura trinomiale del nome scientifico termina con petersi in onore di Peters. Tra gli altri, vanno menzionati le seguenti:
- Xenodacnis parina petersi Bond & Meyer de Schauensee, 1939
- Thryothorus maculipectus petersi (Griscom, 1930)
- Schoeniophylax phryganophilus petersi Pinto, 1949
- Coccyzus longirostris petersi Richmond & Swales, 1924
- Pitta soror petersi Delacour, 1934
- Chrysomus thilius petersii (Laubmann, 1934)
- Aethopyga saturata petersi Deignan, 1948

Inoltre, una sottospecie del piccolo tirannide della Cordigliera costiera (Zimmerius improbus petersi), è stato descritto da Hans von Berlepsch nel 1907 con il nome di Tyranniscus petersi. Questo taxon, tuttavia, risale al Candidatus theologiæ Ernst Peters, la cui collezione Berlepsch aveva ricevuto da Curaçao.

## Opere
- (EN)  A collection of birds from southwestern New Guinea, Cambridge Museum of Comparative Zoology (1926) con Outram Bangs
- (EN)  Birds from Maratua Island, off the East Coast of Borneo, Boston Boston Society of Natural History (1927) con Outram Bangs
- (EN)  Checklist of  Birds of the World
  - Vol. III – Colombiformes, Psittaciformes, (1937)
  - Vol. IV
  - Vol. VI
  - Vol. VIII
  - Vol. IX

| J. L. Peters, Peters è l'abbreviazione standard utilizzata per le specie animali descritte da James Lee Peters. Categoria:Taxa classificati da James Lee Peters |